# Kalchbrenneriella
Kalchbrenneriella Diederich & M. S. Christ. è un fungo lichenicolo, parassita dei licheni.
Il suo nome è stato assegnato in onore del micologo ungherese Károly Kalchbrenner.
La specie tipo è Kalchbrenneriella cyanescens (Kalchbr.) Diederich & M.S. Christ..